# Demiri
Demiri este un oraș în Grecia în prefectura Arcadia.